# Liste des abbés de Boschaud
Liste des abbés de l'abbaye de Boschaud.

## Liste des abbés
La liste des abbés est celle donnée par Philippe de Bosredon. Elle présente des différences avec celle se trouvant dans Gallia christiana qui ne commence qu'avec l'abbé Bertrand, en 1330.
1. Jean Ier de Calencio, premier abbé, avant 1120,
2. Arnaud Ier, vers 1200,
3. Aymerie, 1208,
4. N..., fut un des prélats du Périgord qui écrivirent au roi Louis VIII en 1223,
5. Arnaud II, en 1241,
6. Guillaume, après 1243,
7. N..., reçut une lettre su pape Jean XXII, en 1335, qui en rappelle une du pape Clément V, de 1307,
8. Bertrand, 1330,
9. Jean II, 1343 (dans les archives du Vatican, mais absent dans Gallia christiana),
10. Jean III de Peytors, en 1455, 1472,
11. Gabriel Gentil, abbé commendataire, 1480, 1514,
12. François Ier Audonus, dit de La Ferrière, abbé commendataire,
13. Jourdain Peytours, élu en 1517,
14. Pierre Bouneau, élu en 1523, abbé régulier en 1525-1530,
15. François II de Belair, 1534-1539,
16. François de Belcier, s'est démis en 1571 (peut-être le même que précédemment),
17. Jean Rigondie, abbé commendataire, nommé le 25 juin 1570,
18. Armand de La Marthonie, abbé commendataire, 1624-1627,
19. Charles de La Marthonie, abbé commendataire, seigneur de Puyguilhem, 1633[1],
20. Charles d'Aydie de Bernardière, 1653,
21. N. de Flexelles, 1670,
22. N. de Chabenat de Bonneuil, 1680,
23. Gobert Jaschier, nommé en 1680, se démit en 1705, mort en 1710,
24. Joseph de Médidier, nommé en 1705,
25. N. de Pons, 1729-1769,
26. N. d'Escayrac, 1779,
27. N. de Lacombe, 1788.